# Замараевское
Замараевское — деревня в Шадринском районе Курганской области. Входит в состав Сухринского сельсовета.

## История
До 1917 года центр Замараевской волости Шадринского уезда Пермской губернии. По данным на 1926 год село Замараевское состояло из 283 хозяйств. В административном отношении являлось центром Замараевского сельсовета Шадринского района Шадринского округа Уральской области.

## Население
| 1989 | 2002 | 2010 |
| ---- | ---- | ---- |
| 223  | ↘200 | ↘139 |

По данным переписи 1926 года в селе проживало 1256 человек (561 мужчина и 695 женщин), в том числе: русские составляли 100 % населения.
Согласно результатам Всероссийской переписи населения 2002 года, в национальной структуре населения русские составляли 89 %.